# Usherina
La usherina es una proteína que en los humanos está codificada por el gen USH2A.
Se expresa en muchos tejidos, pero no en todos. La codificación de proteínas asociadas a la membrana basal podría ser importante en el desarrollo y la homeostasis del oído interno y la retina. Las mutaciones en este gen se han asociado con el síndrome de Usher tipo II-A. Se han descrito variantes de la transcripción que codifican diferentes isoformas.